# L'Alcôve
Versions successives
- 9 janvier 1849 : Marielle, oder Sergeant und Commandant, Cologne

Personnages
- Sauvageot
- Marielle
- Raymond

L'Alcôve est un opéra-comique en un acte, musique de Jacques Offenbach sur un livret en français de Auguste Pittaud de Forges, Adolphe de Leuven et Eugène Roche, créé en 1847 et l'une des premières œuvres scéniques survivantes de la longue carrière du compositeur.

## Contexte
À partir du milieu des années 1840, Jacques Offenbach tente de monter des opéra-comique mais à l'époque, les autorités prennent très au sérieux les privilèges théâtraux qui réservent les œuvres dramatiques musicales originales à un petit groupe d'entre eux, pour l'opéra-comique, c'est l'Opéra-Comique et le  Théâtre-Lyrique. Offenbach aimerait créer une œuvre plus vaste dans le style de l'opéra du XVIIIe siècle, qu'il aimait beaucoup, et son rêve est une brillante première à l'Opéra-comique. Mais là-bas, les gens sont sourds face à toutes ses demandes, il n'en finit pas de recevoir des refus. La seule possibilité d'Offenbach est de présenter ses œuvres au public lors de concerts ponctuels qu'il organise chaque année. Ainsi, L'Alcôve est créée lors d'un concert à la salle Moreau-Santi.

## Historique
L'œuvre est basée sur une comédie-vaudeville, des mêmes auteurs (Deforges , Leuven et Roche), créée pour la première fois en 1833 avec une musique empruntée à des œuvres existantes de compositeurs contemporains.
L'Alcôve est créée le 24 avril 1847 à la salle Moreau-Sainti à Paris. Offenbach espère qu'elle sera adoptée par l'Opéra Comique, mais le directeur de l'Opéra-Comique, Alexandre Basset ne semble pas s'être intéressé à l'œuvre,.
L'action se déroule pendant la Révolution française dans une maison de campagne d'un village à la frontière française, où Raymond, sergent recruteur, affronte un paysan rusé, Sauvageot, qui fait passer Marielle pour sa femme. Marielle est la fille de la nourrice du comte Anatole d'Ambert, que Raymond protège, tout en envoyant Sauvageot à l'armée et en épousant Marielle.
Le ténor Gustave-Hippolyte Roger note dans son journal du samedi 24 avril 1847 « Dîné avec Madame Talma : Nous sommes allés au concert d'Offenbach, à la salle Moreau-Sainti. Fort belle réunion. Alexandre Goria (en) a joué dans la perfection; de même que Dorus. Tant de finesse et de variété avec un instrument aussi borné! Entendu l'Alcôve, opéra-comique d'Offenbach et de Déforges avec un peu d'inexpérience, il y a des choses charmantes. Offenbach est un garçon qui ira très loin si on ne lui ferme pas les portes de l'Opéra-Comique il a une persévérance du diable et de la mélodie ».
Le programme complet du soir de sa création comprend un chœur d'Offenbach et un concerto pour violoncelle où il joue la partie soliste. Malgré un accueil chaleureux du journaliste du Ménestrel, et quelques compliments d'Adolphe Adams, le compositeur du Postillon de Lonjumeau, la représentation n'ouvre pas d'emblée les portes des théâtres parisiens à une œuvre lyrique d'Offenbach.
Alexander Faris précise dans son étude sur Offenbach qu'une version allemande de l'Alcôve, Marielle, oder Sergeant und Commandant, fut jouée à Cologne le 9 janvier 1849 lors du séjour du compositeur à la suite de la révolution de 1848,.
Selon Jean-Christophe Keck, le manuscrit de L'Alcôve comporte un air de Sauvageot  repris dans un solo de Lanternick dans La Permission de dix heures, basé sur un air de Sauvageot.

## Distribution
| Rôle      | Type de voix | Première, 24 avril 1847                       |
| --------- | ------------ | --------------------------------------------- |
| Sauvageot |              | Paul Malézieux ou Jacotot (selon les sources) |
| Marielle  |              | Mlle Rouillé.                                 |
|           | Baryton      | François-Hippolyte Grignon dit Grignon fils.  |
|           |              | Barbot                                        |